# Pantina
Pantinë en albanais et Pantina en serbe latin (en serbe cyrillique : Пантина) est une localité du Kosovo située dans la commune/municipalité de Vushtrri/Vučitrn et dans le district de Mitrovicë/Kosovska Mitrovica. Selon le recensement kosovar de 2011, elle compte 1 422 habitants.

## Démographie

### Évolution historique de la population dans la localité
| 1948 | 1953 | 1961  | 1971  | 1981  | 1991  | 2011  |
| ---- | ---- | ----- | ----- | ----- | ----- | ----- |
| 866  | 936  | 1 086 | 1 364 | 1 699 | 1 855 | 1 422 |

|  |